# Округ Подгайцы
Округ Подгайцы (нем. Bezirk Podhajce, Подгаецкий уезд, пол. Powiat podhajecki) — административная единица коронной земли Королевства Галиции и Лодомерии в составе Австро-Венгрии, существовавшая в 1867—1918 годах. Административный центр — Подгайцы.
Площадь округа в 1879 году составляла 10,1844 квадратных миль (586,01 км2), а население 58 512 человек. Округ насчитывал 66 поселений, организованные в 58 кадастровых муниципалитетов. На территории округа действовало 2 районных суда — в Подгайцах и Вишневчике.
После Первой мировой войны округ вместе со всей Галицией отошёл к Польше.